# Dispositio
Nel canone della retorica di tradizione culturale occidentale, la dispositio (in greco τάξις, taxis, dal verbo τάσσω, tassō, 'dispongo', o anche οἰκονομία, oikonomìa) è il modo in cui un autore dispone le argomentazioni oratorie. Al di fuori dell'ambito oratorio, si riferisce anche al modo in cui, in una produzione letteraria (narrativa, saggistica...), l'autore dispone i materiali argomentativi, narrativi, e poetici, che compongono un testo letterario, saggistico, o di altro tipo.
Il termine latino dispositio, per significato, è da mettere in relazione con l'atto del "disporre" (disposizione), "organizzare".

## Fasi canoniche dell'esercizio oratorio
La dispositio, nella retorica occidentale, è la seconda delle cinque fasi canoniche codificate da Cicerone nelle sue Partitiones oratoriae (inventio, dispositio, elocutio, memoria e actio).
La prima parte dell'esercizio retorico consiste nel trovare gli argomenti adatti da utilizzare, che veniva fatto con il metodo formalizzato dell'inventio. Il problema che si pone subito dopo all'Orator (all'oratore o all'autore) è di scegliere i vari argomenti e di organizzarli in un'esposizione discorsiva o in un testo.